# Is It Right
Is It Right è il singolo d'esordio del gruppo musicale tedesco Elaiza, presentato all'Eurovision Song Contest 2014.